# Pc-kørekort
PC-kørekort® er en dansk betegnelse for International/European Computer Driving License (forkortet ICDL/ECDL), der oprindeligt var et europæisk projekt fra 1997 til at kunne sammenligne folks computerevner. Senere blev det udvidet til 150 lande og kaldes derfor udenfor Europa for International Computer Driving Licence.

## ICDL modul-opbygning
Hvert modul giver mulighed for at få udstedt et certifikat efter endt og bestået certificeringstest.
Der udstedes fire typer af certifikatudstedelser:
- ICDL pr. modul: Et hvilket som helst modul
- ICDL Basis: Fire basismoduler
- ICDL Komplet: Fire basismoduler og tre valgfri standardmoduler
- ICDL Expert: Alle fire avancerede moduler

| - Internet og e-mail – Outlook. - Styresystem – Windows - Tekstbehandling – Word - Regneark – Excel | Modul 1 og 2, samt fem moduler (blandt 3-13). - Præsentation – PowerPoint - Database – Access - IT-kendskab - IT-sikkerhed - Billedbehandling - Web-redigering - Projektplanlægning - ICT i undervisningen | - Avanceret Tekstbehandling - Word - Avanceret Regneark - Excel - Avanceret Præsentation - PowerPoint - Avanceret Database - Access |

## Kritik
Det var først ret sent, at pc-kørekort kunne tages på Applecomputere